# Rymosia guttata
Rymosia guttata är en tvåvingeart som beskrevs av Lundstrom 1912. Rymosia guttata ingår i släktet Rymosia och familjen svampmyggor. Arten är reproducerande i Sverige. Inga underarter finns listade i Catalogue of Life.